# La Dessalinienne
La Dessalinienne (Haitianisch-Kreolisch Desalinyèn), die Nationalhymne von Haiti, wurde nach Jean-Jacques Dessalines, dem Staatsgründer, benannt.

## Der Namensgeber
Dessalines, der Anführer der Befreiungsbewegung, wurde am 1. Januar 1804 (dem Tag der Proklamierung der Unabhängigkeit) zum Generalgouverneur Haitis auf Lebenszeit gewählt. Als Dessalines die Nachricht erhielt, Napoléon Bonaparte habe sich im August 1804 zum Kaiser gekrönt, zögerte er nicht, es ihm (am 8. Oktober 1804) gleichzutun. So war Dessalines zugleich der Begründer des Ersten Haitianischen Kaiserreichs (1804–1806). Jean-Jacques Dessalines, als Kaiser Jacques I., wurde am 16. Oktober 1806 ermordet.

## Geschichte
Der Text stammt von Justin Lhérisson (1873–1907), die Melodie von Nicolas Geffrard (1871–1930).
Als Nationalhymne Haitis gilt La Dessalinienne seit 1904, dem hundertjährigen Jubiläum der Staatsgründung. Sie löste das bis dahin als Nationalhymne verwendete, allerdings nicht offiziell als solche angenommene Lied Quand nos Aïeux brisèrent leurs entraves ab, das jedoch bis heute als Präsidialsalut Verwendung findet.

## Text
Haitianischer Text

Pou Ayiti peyi Zansèt yo

Se pou-n mache men nan lamen.

Nan mitan-n pa fèt pou gen trèt

Nou fèt pou-n sèl mèt tèt nou.

Annou mache men nan lamen

Pou Ayiti ka vin pi bèl.

Annou, annou, met tèt ansanm

Pou Ayiti onon tout Zansèt yo.

Pou Ayiti onon Zansèt yo

Se pou-n sekle se pou-n plante.

Se nan tè tout fòs nou chita

Se li-k ba nou manje.

Ann bite tè, ann voye wou

Ak kè kontan, fòk tè a bay.

Sekle, wouze, fanm kou gason

Pou-n rive viv ak sèl fòs ponyèt nou.

Pou Ayiti ak pou Zansèt yo

Fo nou kapab vanyan gason.

Moun pa fèt pou ret avèk moun

Se sa-k fè tout Manman ak tout Papa

Dwe pou voye Timoun lekòl.

Pou yo aprann, pou yo konnen

Sa Tousen, Desalin, Kristòf, Petyon

Te fè pou wet Ayisyen anba bòt blan.

Pou Ayiti onon Zansèt yo

Ann leve tèt nou gad anlè.

Pou tout moun, mande Granmèt la

Pou-l ba nou pwoteksyon.

Pou move zanj pa detounen-n

Pou-n ka mache nan bon chimen.

Pou libète ka libète

Fòk lajistis blayi sou peyi a.

Nou gon drapo tankou tout Pèp.

Se pou-n renmen-l, mouri pou li.

Se pa kado, blan te fè nou

Se san Zansèt nou yo ki te koule.

Pou nou kenbe drapo nou wo

Se pou-n travay met tèt ansanm.

Pou lòt peyi ka respekte-l

Drapo sila a se nanm tout Ayisyen.
Französischer Text

Pour le Pays, pour les Ancêtres, 

Marchons unis, marchons unis. 

Dans nos rangs point de traîtres! 

Du sol soyons seuls maîtres. 

Pour le Pays, pour la Patrie 

Marchons unis, marchons unis. 

Marchons, marchons, marchons unis, 

Pour le Pays, pour la Patrie.

Pour les Aïeux, pour la Patrie 

Béchons joyeux, béchons joyeux 

Quand le champ fructifie 

L’âme se fortifie 

Béchons joyeux, béchons joyeux 

Pour les Aïeux, pour la Patrie 

Béchons, béchons, béchons joyeux 

Pour les Aïeux, pour la Patrie

Pour le Pays et pour nos Pères 

Formons des Fils, formons des Fils 

Libres, forts et prospères 

Toujours nous serons frères 

Formons des Fils, formons des Fils 

Pour le Pays et pour nos Pères 

Formons, formons, formons des Fils 

Pour le Pays et pour nos Pères

Pour les Aïeux, pour la Patrie 

O Dieu des Preux, O Dieu des Preux! 

Sous ta garde infinie 

Prends nos droits, notre vie 

O Dieu des Preux, O Dieu des Preux! 

Pour les Aïeux, pour la Patrie 

O Dieu, O Dieu, O Dieu des Preux 

Pour les Aïeux, pour la Patrie.

Pour le Drapeau, pour la Patrie 

Mourir est beau, mourir est beau! 

Notre passé nous crie: 

Ayez l’âme aguerrie! 

Mourir est beau, mourir est beau 

Pour le Drapeau, pour la Patrie 

Mourir, mourir, mourir est beau 

Pour le Drapeau, pour la Patrie.
Übersetzung des französischen Texts

Für das Land, für das Vaterland,

Lasst uns vereint marschieren,

Lasst uns vereint marschieren.

Keine Verräter in unseren Reihen!

Wir alleine sind Herren unseres Bodens.

Für das Land, für das Vaterland,

Lasst uns vereint marschieren,

Lasst uns vereint marschieren.

Marschieren, marschieren, marschieren wir vereint

Für das Land, für das Vaterland.

Für unsere Ahnen, für das Vaterland,

Bestellen wir fröhlich den Boden.

Wenn das Feld Früchte trägt,

Kräftigt sich die Seele.

Für das Land und für unsere Väter,

Laßt uns Söhne heranziehen,

Frei, stark und erfolgreich.

Wir werden immer Brüder sein.

Für unsere Ahnen, für das Vaterland,

O Gott der Tapferen,

Unter deinen unendlichen Schutz

Nimm unsere Rechte und unser Leben.

Für die Fahne, für das Vaterland

ist es schön zu sterben!

Unsere Vergangenheit ruft uns zu:

Habt eine mutige Seele!